# Nicholas Schmassmann
Nicholas Schmassmann, detto Niggi (Basilea, 18 febbraio 1960), è un pilota motociclistico svizzero ritiratosi dall'attività agonistica.

## Carriera
Iniziò a correre in moto nel 1981, debuttando a livello internazionale nel 1988, correndo il campionato Europeo e Mondiale della 500. Nell'Europeo fu 19º, mentre nel Mondiale non andò a punti. L'anno successivo fu 10º nell'Europeo e ottenne i suoi primi punti nel Mondiale, con il 14º posto al GP d'Australia e il 10º al GP delle Nazioni (28º alla fine della stagione).
Il 1990 fu l'anno migliore per il centauro elvetico nel Mondiale, con il 19º posto in classifica finale. La carriera di Schmassmann continuò negli anni seguenti, ottenendo quattro titoli di campione tedesco della 500 (1993, 1995, 1996 e 1997). Le ultime presenze nelle gare del motomondiale sono avvenute sempre in occasione del GP di Germania grazie a delle wild card; la più recente nel 1996.
Successivamente si dedicò all'Endurance, ottenendo il 9º posto nel Mondiale 1999.

## Risultati nel motomondiale
| 1988 | Classe | Moto  |  |  |    |    |    |    |    |     |    |    |    |    |     |    |  | Punti | Pos. |
| ---- | ------ | ----- |  |  | -- | -- | -- | -- | -- | --- | -- | -- | -- | -- | --- | -- |  | ----- | ---- |
| 1988 | 500    | Honda |  |  | 19 | 16 | 26 | 24 | 19 | Rit | 28 | NQ | 23 | 25 | Rit | 22 |  | 0     |      |

| 1989 | Classe | Moto  |  |    |    |     |    |     |    |    |    |    |    |     |    |     |    | Punti | Pos. |
| ---- | ------ | ----- |  | -- | -- | --- | -- | --- | -- | -- | -- | -- | -- | --- | -- | --- | -- | ----- | ---- |
| 1989 | 500    | Honda |  | 14 | NC | Rit | 10 | Rit | 21 | 20 | 23 | 19 | 21 | Rit | 16 | Rit | 17 | 8     | 28º  |

| 1990 | Classe | Moto  |    |    |    |    |    |  |   |    |    |    |  |  |  |  |    | Punti | Pos. |
| ---- | ------ | ----- | -- | -- | -- | -- | -- |  | - | -- | -- | -- |  |  |  |  | -- | ----- | ---- |
| 1990 | 500    | Honda | NQ | 10 | 12 | 13 | 13 |  | 9 | 16 | NQ | NQ |  |  |  |  | NQ | 23    | 19º  |

| 1991 | Classe | Moto  |    |    |    |     |     |    |    |    |    |     |     |    |    |    |    | Punti | Pos. |
| ---- | ------ | ----- | -- | -- | -- | --- | --- | -- | -- | -- | -- | --- | --- | -- | -- | -- | -- | ----- | ---- |
| 1991 | 500    | Honda | NQ | 16 | 15 | Rit | Rit | NQ | NQ | 15 | 15 | Rit | Rit | NQ | 17 | NQ | 14 | 5     | 24º  |

| 1992 | Classe | Moto       |    |    |    |    |    |    |    |    |     |    |    |    |    |  |  | Punti | Pos. |
| ---- | ------ | ---------- | -- | -- | -- | -- | -- | -- | -- | -- | --- | -- | -- | -- | -- |  |  | ----- | ---- |
| 1992 | 500    | ROC-Yamaha | NQ | 22 | 16 | 22 | 21 | 21 | 18 | 17 | Rit | 15 | 13 | 19 | 21 |  |  | 0     |      |

| 1993 | Classe | Moto       |  |  |  |  |  |     |  |  |  |  |  |  |  |  |  | Punti | Pos. |
| ---- | ------ | ---------- |  |  |  |  |  | --- |  |  |  |  |  |  |  |  |  | ----- | ---- |
| 1993 | 500    | ROC-Yamaha |  |  |  |  |  | Rit |  |  |  |  |  |  |  |  |  | 0     |      |

| 1995 | Classe | Moto   |  |  |  |  |    |  |  |  |  |  |  |  |  |  |  | Punti | Pos. |
| ---- | ------ | ------ |  |  |  |  | -- |  |  |  |  |  |  |  |  |  |  | ----- | ---- |
| 1995 | 500    | Yamaha |  |  |  |  | 20 |  |  |  |  |  |  |  |  |  |  | 0     |      |

| 1996 | Classe | Moto          |  |  |  |  |  |  |  |    |  |  |  |  |  |  |  | Punti | Pos. |
| ---- | ------ | ------------- |  |  |  |  |  |  |  | -- |  |  |  |  |  |  |  | ----- | ---- |
| 1996 | 500    | Harris Yamaha |  |  |  |  |  |  |  | 17 |  |  |  |  |  |  |  | 0     |      |

| Legenda | 1º posto        | 2º posto            | 3º posto            | A punti      | Senza punti        | Grassetto – Pole position Corsivo – Giro più veloce |
| Legenda | Gara non valida | Non qual./Non part. | Ritirato/Non class. | Squalificato | '-' Dato non disp. | Grassetto – Pole position Corsivo – Giro più veloce |